# Alive (canção de Black Eyed Peas)
"Alive" é uma canção que foi lançada como single promocional pelo grupo norte-americano de Hip hop Black Eyed Peas em seu próximo álbum de estúdio The E.N.D.. Seu lançamento ocorreu no Reino Unido em 23 de Maio, na Austrália no dia 25 e ocorreu no iTunes em 26 de Maio. A canção faz parte da "contagem regressiva para "The E.N.D." ou "countdown to The E.N.D.".

## No DipDive
Will.i.am comentou sobre a faixa:
“alive é uma canção sobre o amor…
é sobre um relacionamento…
quando aquela pessoa te faz sentir renovado…
quando a pessoa que você ama faz com que você sinta que nada de negativo no mundo importa…
“alive”
eu estou tão orgulhoso da produção desta música…
preste atenção nas camadas, texturas e elementos…
eu amo essa canção…
will.i.am”
O último single promocional a ser lançado antes do álbum foi "Meet Me Halfway" em 2 de Junho.

## Desempenho nas paradas
Apenas como single digital, "Alive" estreou nas paradas britânica e canadense nas posições 62 e 88. Nos Estados Unidos a canção está na posição 102.

### Posições
| Paradas (2009)                                            | Melhor posição |
| --------------------------------------------------------- | -------------- |
| Canadá - Canada Singles Top 100                           | 62             |
| Reino Unido - UK Singles Chart                            | 88             |
| Estados Unidos - Billboard Bubbling Under Hot 100 Singles | 2              |
| Estados Unidos - Billboard Digital Songs                  | 74             |
| Japão - Japan Hot 100                                     | 79             |